# Grand Area
Als Grand Area (deutsch großes Gebiet) bzw. Grand Area Planning bezeichnet man die von Strategen der USA konzipierte Definition ihrer globalen Interessen, insbesondere die geographische Ausbreitung ihrer Einflusszone.

## Council on Foreign Relations
Das besagte Konzept beruht zum ersten auf einem gleichnamigen Memorandum vom 24. Juli 1941, also zu der Zeit, als der Zweite Weltkrieg schon im Gange war, der Kriegseintritt der USA aber noch bevorstand. Dieses Memorandum wurde vom Council on Foreign Relations (CFR) verfasst und an Präsident Franklin D. Roosevelt zur Kenntnisnahme weitergeleitet.
In dieser Denkschrift wird derjenige Teil der Welt bestimmt, den die Vereinigten Staaten wirtschaftlich wie militärisch beherrschen bzw. dominieren wollen, um sich die Rohstoffressourcen dieser Gebiete für die eigenen Bedürfnisse aneignen zu können.
Die Umrisse einer solchen Planung waren schon in den 1930er Jahren entstanden.
Als ureigenstes Interessengebiet definierte man Lateinamerika, Europa und sämtliche Regionen des Britischen Empires, Niederländisch-Ostindien (Indonesien), China und Japan sowie den ölreichen Nahen Osten. Es handelte sich also auch um Gebiete, die 1941 von den Achsenmächten Japan und dem Deutschen Reich beansprucht bzw. längst okkupiert worden waren. Zudem hielt man sich die Option einer weiteren Ausdehnung offen.
Daneben wurde die Schaffung von globalen Finanzinstitutionen zur Stabilisierung des internationalen Währungssystems und der Begünstigung von Investitionen skizziert – Überlegungen, die 1944 im System von Bretton Woods mündeten.

## Policy Planning Study 23
Eine weitere Beschreibung findet vom führenden Mitarbeiter des Planungsstabes (Policy Planning Staff) im State Departement, George F. Kennan statt. Die streng geheime Schrift Policy Planning Study 23 (PPS/23) vom 28. Februar 1948 besagt, dass die besiegten und besetzten Mächte Deutschland und Japan als Aktivposten einer kapitalistischen Weltordnung wieder aufgebaut werden müssen, was mithilfe der Ressourcen der sog. Dritten Welt geschehen soll. In dieser Weltordnung soll allein der Freihandel und die Dominanz der westlichen Zivilisation vorherrschen.
Auszug aus der Policy Planning Study, Kapitel VII. Far East, S. 524:

“We must be very careful when we speak of exercising "leadership" in Asia. We are deceiving ourselves and others when we pretend to have answers to the problems, which agitate many of these Asiatic peoples. Furthermore, we have about 50% of the world's wealth but only 6.3 of its population. This disparity is particularly great as between ourselves and the peoples of Asia. In this situation, we cannot fail to be the object of envy and resentment. Our real task in the coming period is to devise a pattern of relationships, which will permit us to maintain this position of disparity without positive detriment to our national security. To do so we will have to dispense with all sentimentality and daydreaming; and our attention will have to be concentrated everywhere on our immediate national objectives. We need not deceive ourselves that we can afford today the luxury of altruism and world benefaction…
In the face of this situation we would be better off to dispense now with a number of the concepts which have underlined our thinking with regard to the Far East. We should dispense with the aspiration to 'be liked' or to be regarded as the repository of a high-minded international altruism. We should stop putting ourselves in the position of being our brothers' keeper and refrain from offering moral and ideological advice. We should cease to talk about vague — and for the Far East — unreal objectives such as human rights, the raising of the living standards, and democratization. The day is not far off when we are going to have to deal in straight power concepts. The less we are hampered by idealistic slogans, the better.”

„Wir müssen sehr vorsichtig sein, von unserer "Führungsrolle" in Asien zu sprechen. Wir betrügen uns und andere, wenn wir vorgeben, eine Lösung für jene Probleme zu besitzen, die die meisten dieser asiatischen Menschen bewegen. Wir besitzen etwa 50 % des Reichtums dieser Welt, stellen aber nur 6,3 % seiner Bevölkerung. Dieser Unterschied ist im Verhältnis zwischen uns und den Völkern Asiens besonders groß. In einer solchen Situation kommen wir nicht umhin, Neid und Missgunst auf uns zu lenken. Unsere eigentliche Aufgabe in der nächsten Zeit besteht darin, eine Form von Beziehungen zu finden, die es uns erlaubt, diese Wohlstandsunterschiede ohne ernsthafte Abstriche an unserer nationalen Sicherheit beizubehalten. Um das zu erreichen, werden wir auf alle Sentimentalitäten und Tagträumereien verzichten müssen; und wir werden unsere Aufmerksamkeit überall auf unsere ureigensten, nationalen Vorhaben konzentrieren müssen. Wir dürfen uns nicht vormachen, dass wir uns heute den Luxus von Altruismus und Weltbeglückung leisten könnten… […] Wir sollten aufhören von vagen — und für den Fernen Osten — unrealistischen Zielen wie Menschenrechten, Anhebung von Lebensstandards und Demokratisierung zu reden. Der Tag ist nicht mehr fern, an dem unser Handeln von nüchternem Machtdenken geleitet sein muss. Je weniger wir dann von idealistischen Parolen behindert werden, desto besser.“

Policy Planning Study 23 steht im engen Zusammenhang mit der ebenfalls von Kennan entwickelten Containment-Politik und der sich daraus ableitenden Domino-Theorie.